# 96 Геркулеса
96 Геркулеса (лат. 96 Herculis), V820 Геркулеса (лат. V820 Herculis), HD 164852 — кратная звезда в созвездии Геркулеса на расстоянии приблизительно 930 световых лет (около 285 парсек) от Солнца. Видимая звёздная величина звезды — от +5,19m до +5,17m. Возраст звезды определён как около 38,5 млн лет.

## Характеристики
Первый компонент — бело-голубая переменная звезда спектрального класса B3IV, или B3. Масса — около 5,955 солнечных, радиус — около 7,495 солнечных, светимость — около 858,65 солнечных. Эффективная температура — около 17900 K.
Второй компонент — бело-голубая звезда спектрального класса B3IV. Орбитальный период — около 12,4573 суток.
Третий компонент — красный карлик спектрального класса M. Масса — около 286,46 юпитерианских (0,2735 солнечной). Удалён в среднем на 2,711 а.е..
Четвёртый компонент. Орбитальный период — около 11 лет. Удалён на 0,0532 угловой секунды.
Пятый компонент. Орбитальный период вокруг четвёртого компонента — около 0,63 суток.